# Cimetière national de Géorgie
Le cimetière national de Géorgie est un cimetière national des États-Unis situé près de la ville de Canton, dans le comté de Cherokee, en Géorgie. Géré par le département des États-Unis des affaires des anciens combattants, il s'étend sur 774,9 acres (313,6 ha), et est en cours de développement, avec l'intention de subvenir aux besoins d'inhumation des anciens combattants de l'armée des États-Unis et de leurs familles pour les cinquante prochaines années.

## Histoire
Le terrain pour le cimetière a été offert par le promoteur immobilier et ancien combattant de la seconde guerre mondiale, Scott Hudgens. J. M. Wilkerson Construction Company, Inc. a été engagé pour développer le terrain. Le cimetière est ouvert pour les inhumations, le 24 avril 2006 avec de l'espace disponible pour près de 30 000 tombes. En 2014, plus de 8 000 personnes y sont enterrées.